# EN 14470

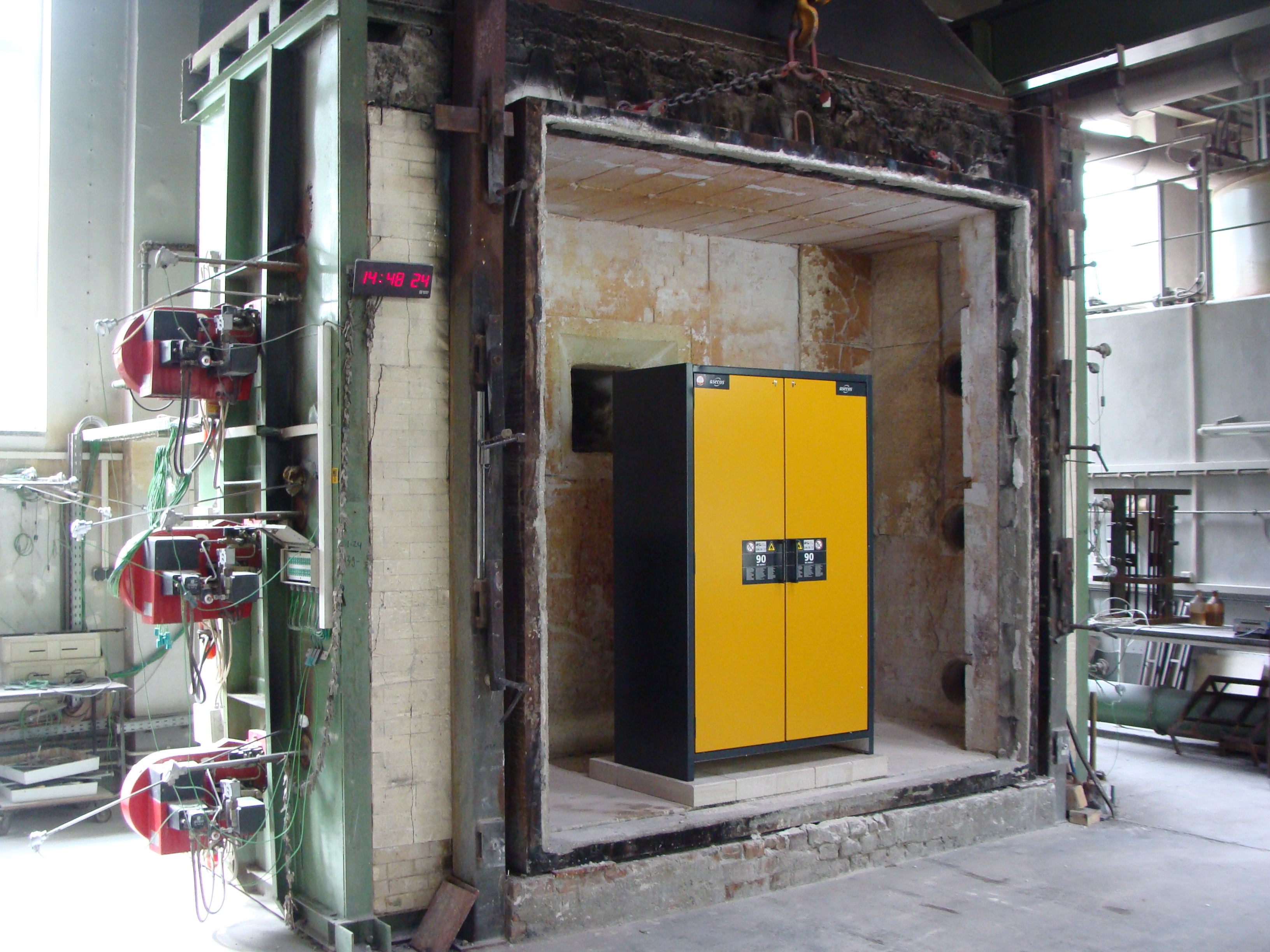
Vor dem Brandkammertest: ein Sicherheitsschrank im Prüfofen

Die EN 14470 ist eine in zwei Teile unterteilte europäische Norm für „Feuerwiderstandsfähige Lagerschränke“. Teil 1 der Norm „Sicherheitsschränke für brennbare Flüssigkeiten“ gilt seit 2004 in Deutschland. 2006 wurde EN 14470-2, der zweite Teil der Norm „Sicherheitsschränke für Druckgasflaschen“ eingeführt. Die Norm EN 14470 ersetzt in Deutschland die nationalen Vorgängernormen DIN 12925-1 und 2 aus den Jahren 1988 bzw. 1998.

## Ziel der Norm
Die Norm wurde im Rahmen der europäischen Harmonisierung in Kraft gesetzt mit dem Ziel, die verschiedenen Länder-Sicherheitsbestimmungen auf einen einheitlichen Stand zu bringen. Sie ist somit für alle Mitgliedsstaaten der Europäischen Union verpflichtend.

## Inhalte der Norm
In der EN 14470 werden Anforderungen an die Konstruktion des Schrankes sowie seiner Fähigkeit, äußerer Brandeinwirkung standzuhalten, festgelegt. Die wesentlichen Anforderungen sind u. a.:
- Schranktüren müssen im Brandfall von jeder Stellung aus vollständig selbstschließend sein (Schließzeit max. 20 Sekunden)
- Im Brandfall versiegeln selbständig aufschäumende Brandschutzdichtung den Sicherheitsschrank.
- Eingebaute Türfeststellanlagen müssen festgestellte Türen bei einer Temperatur von 50 (−10) °C auslösen.
- Die Schränke müssen mit Zu- und Abluftöffnungen ausgestattet sein, welche den Anschluss des Schrankes an eine technische Entlüftung ermöglichen und somit die Stauung von gefährlichen Gas-Luft-Gemischen verhindern. Die Lüftungsöffnungen müssen bei einer Temperatur von 70 °C (±10 °C) automatisch schließen. Wird keine technische Entlüftung eingesetzt, ist es vorgeschrieben, entsprechende Explosionsschutzzonen um den Schrank zu schaffen.

Das zur automatischen Schließung der Türen und Luftöffnungen verwendete Temperaturauslöseelement (Schmelzlot) muss in frei zirkulierender Luft angebracht sein, so dass es sich schnell erwärmen kann. Im Brandfall versiegeln aufschäumende Brandschutzdichtungen den Sicherheitsschrank im Bereich der Türfugen. Konstruktionsvorgaben zu Rück- und Seitenwänden des Sicherheitsschrankes sowie der Einbringung einer Bodenauffangwanne (Teil 1) und Vorgaben zur sicheren Handhabung von Druckgasflaschen (Teil 2), sind ebenfalls in der Norm festgelegt.
Des Weiteren regelt die Norm die zu durchlaufenden Prüfungen zur Zulassung von Sicherheitsschränken zur Lagerung brennbarer Flüssigkeiten (Teil 1) und Sicherheitsschränken für Druckgasflaschen (Teil 2).
Die Norm beinhaltet vier verschiedene Typen von Sicherheitsschränken:
- Typ 15, 30, 60, 90 – Sicherheitsschränke für brennbare Flüssigkeiten
- Typ G15, G30, G60, G90 – Sicherheitsschränke für Druckgasflaschen

Die Zahl im Typ des Sicherheitsschranks steht für die Feuerwiderstandsfähigkeit in Minuten. Im Schrankinnenraum ist während dieses Zeitraums kein Anstieg der Temperatur von mehr als 180 Kelvin erlaubt (Teil 1 „Sicherheitsschränke für brennbare Flüssigkeiten“). In Druckgasflaschenschränken (Teil 2 „Sicherheitsschränke für Druckgasflaschen“) darf der Temperaturanstieg über die gesamte Prüfdauer nicht mehr als 50 Kelvin auf der Oberfläche des Flaschenventilhalters betragen.

## Brandkammertests
Durch Brandkammertests wird die Feuerwiderstandsfähigkeitsklasse festgelegt – diese Tests werden von unabhängigen Prüfinstituten durchgeführt. In der Norm ist der genaue Vorgang der Tests, wie z. B. die Anordnung und Aufstellung der Prüfgeräte, die Position des Schrankes, wie auch die Aspekte, die in den abschließenden Prüfbericht mit aufgenommen werden müssen, festgelegt.
Im Brandkammertest werden die Vorderseite des Schrankes, die Seitenwände und die Decke entsprechend der Einheitstemperaturzeitkurve (EN 1363-1) mit Flammen beheizt. Während des Temperaturanstiegs wird die Temperatur an verschiedenen Messstellen im Schrank kontinuierlich aufgezeichnet. Die Brandkammer wird so hergerichtet, dass Türen, Wände und das Dach des geprüften Schrankes gleiche Hitzebedingungen erfahren, jedoch ohne dass die Flammen den Schrankkorpus direkt berühren.
Gibt es von einem Schrankmodell verschiedene Größen, muss jede Größe einzeln getestet werden; nur kleine Änderungen dürfen ohne Nachprüfung durchgeführt werden.